# Eric Gray
Eric DeWayne Gray (Memphis, 4 novembre 1999) è un giocatore di football americano statunitense che milita nel ruolo di running back per i New York Giants della National Football League (NFL).

## Carriera

### New York Giants
Al college Gray giocò a football a Tennessee (2019-2020) e a Oklahoma (2021-2022), dove nell'ultima stagione fu inserito nella seconda formazione ideale della Big 12 Conference. Fu scelto nel corso del quinto giro (172º assoluto) del Draft NFL 2023 dai New York Giants. Debuttò come professionista subentrando nella gara del primo turno contro i Dallas Cowboys giocando come kick returner. La sua prima stagione si chiuse con 48 yard corse in 13 presenze, nessuna delle quali come titolare.